# Mesquita de Baiazet I
La Mesquita de Baiazet I(en turc: Fethiye Camii, en grec: Τέμενος Βαγιαζήτ), Mesquita del Soldà Mehmet I o Gran Mesquita (en turc: Büyuk Camii o Ulu Camii), és un edifici otomà de Demòtica, a la perifèria de Grècia de Macedònia Oriental i Tràcia. Acabada el 1420-1421, és la mesquita otomana més antiga que es conserva a Europa, i una de les més imposants. Aquesta afirmació implica una definició política d'Europa, ja que la Mesquita de Baiazet I d'Edirne (Tràcia oriental, a l'actual Turquia) es va construir entre el 1402 i el 1414. A més a més, l'antiga Mesquita de Komotini, coneguda hui com la "Mesquita Vella", degué ser anterior a la Gran Mesquita de Demòtica. Tanmateix, la Mesquita Komotini ha sofert moltes reconstruccions al llarg del temps, per la qual cosa a penes queden vestigis dels primers anys de la conquesta otomana.

## Història

### Una mesquita dedicada a dos sultans
Presa pels otomans entre el 1359 i el 1361, Didimòtic (en turc: Dimetoka) formà un dels primers centres de la cultura otomana dels Balcans. Fins i tot va substituir temporalment Bursa com a residència del sultanat, i es convertí en la primera capital de l'Imperi otomà a Europa fins al 1366.
Segons el viatger Evliya Çelebi, que va visitar la ciutat el 1670, la construcció de la mesquita començà durant el regnat del soldà Baiazet I. La invasió d'Anatòlia per les tropes turcomongoles de Tamerlà i la captura del sultà en la batalla d'Ankara el 1402 en van paralitzar les obres. Les obres es van reprendre amb Mehmet I, i les anàlisis dendrocronològiques de la part superior de la teulada daten la fusta utilitzada de l'any 1418. Com testifica la inscripció de la dedicatòria sobre l'entrada principal, l'edifici s'inaugurà al març del 1420. Una segona inscripció, sobre l'entrada lateral sud-oest, adscriu l'obra al famós arquitecte Ivaz Paixà, i afirma que l'obra fou construïda per Dogan ibn Abdullah sota la supervisió del cadi Sayed Ali Hassan. A diferència de la primera inscripció, la data esmentada és el 1421.
La Gran Mesquita de Demòtica és una de les poques dels Balcans en què es reconeix que va ser encarregada per un sobirà otomà: va restar sota el patrocini de dos sultans. La seua història primerenca té paral·lelismes amb la de la Mesquita Vella d'Edirne, situada a uns 40 km més al nord.

### Usos i modificacions al final de l'ocupació otomana
Durant l'ocupació de l'àrea pel Regne de Bulgària al 1912 durant la Primera Guerra Balcànica, l'edifici esdevingué l'església de Sant Jordi. Contradient aquesta data, l'Associació de Graduats Universitaris de les Minories de Tràcia Occidental afirma en un comunicat que la gran mesquita va romandre oberta al culte fins al 1952, després de la incorporació de la zona a Grècia i el trasllat de poblacions arran del Tractat de Lausana. Més tard, es va vendre a un particular i es va utilitzar com a graner. La teulada de plom, elogiada per Evliya Çelebi, fou eliminada durant la Segona Guerra Mundial. L'edifici fou declarat Monument Històric el 1946  sota la responsabilitat del 15é Eforat d'antiguitats bizantines.

### Restauració lenta i complexa
Privat de la coberta capdavantera, el monument va sofrir una ràpida deterioració de l'estat estructural i estètic. Les peticions de restauració començaren el 1969, però la primera actuació important no s'hi feu fins a molts anys després, quan la mesquita es va cobrir amb làmines de llanda entre el 1981 i el 1985. Aquesta teulada provisional fou substituïda deu anys més tard per una coberta de plom revestida amb una lona impermeable i a partir del 2001 s'hi instal·laren bastides per a estabilitzar l'edifici i contenir-ne la deterioració.
Finalment, el 2014 se'n signà un ampli programa de restauració gràcies al finançament europeu. Mentre se'n restaurava la coberta, un gran incendi va devastar una part de 700 m² del segle XV, el sostre de roure, durant la nit del 21 al 22 de març del 2017. A la fi del 2022, començà la reconstrucció de l'edifici.

## Arquitectura
El monument s'assembla a la Mesquita Vella d'Edirne, sobretot pel que fa als materials de construcció, la maçoneria i l'arquitectura de les façanes. Tots dos edificis estan fets de pedra calcària groga autòctona. També tenen en comú l'ús de pedres blanques i roges sobre portes i finestres. La Gran Mesquita de Demòtica, però, destaca pels trets únics de la seua alta teulada piramidal, completament destruïda per l'incendi del  2017.
Les façanes fan 32 m d'ample, 30 m de llarg i gairebé 12 m d'alt. Un pòrtic, destruït en data desconeguda, devia perllongar l'estructura quadrada de la sala de pregària a l'alçada de l'entrada principal cap al nord, tret que la modificació dels plànols de l'edifici després de la mort de Baiazet I explique per què aquesta part de la mesquita mai no va veure la llum. El monumental portal, decorat amb mocàrabs, envolta les portes de fusta originàries. És un dels exemples més representatius als Balcans de la influència de l'estil seljúcida en el nou disseny arquitectònic dels primers otomans.
A l'interior, la cúpula sobre petxines descansa sobre quatre pilars quadrats, que divideixen la vasta sala de pregària en nou espais de grandària desigual. L'espai central entre els pilars fa 10,9 m per 8,53 m. El mihrab amb mocàrabs està envoltat de decoració policromada amb motius vegetals i un fresc que representa els edificis i jardins d'una ciutat celestial. També es poden veure cal·ligrafies, extretes de l'Alcorà.

## Galeria

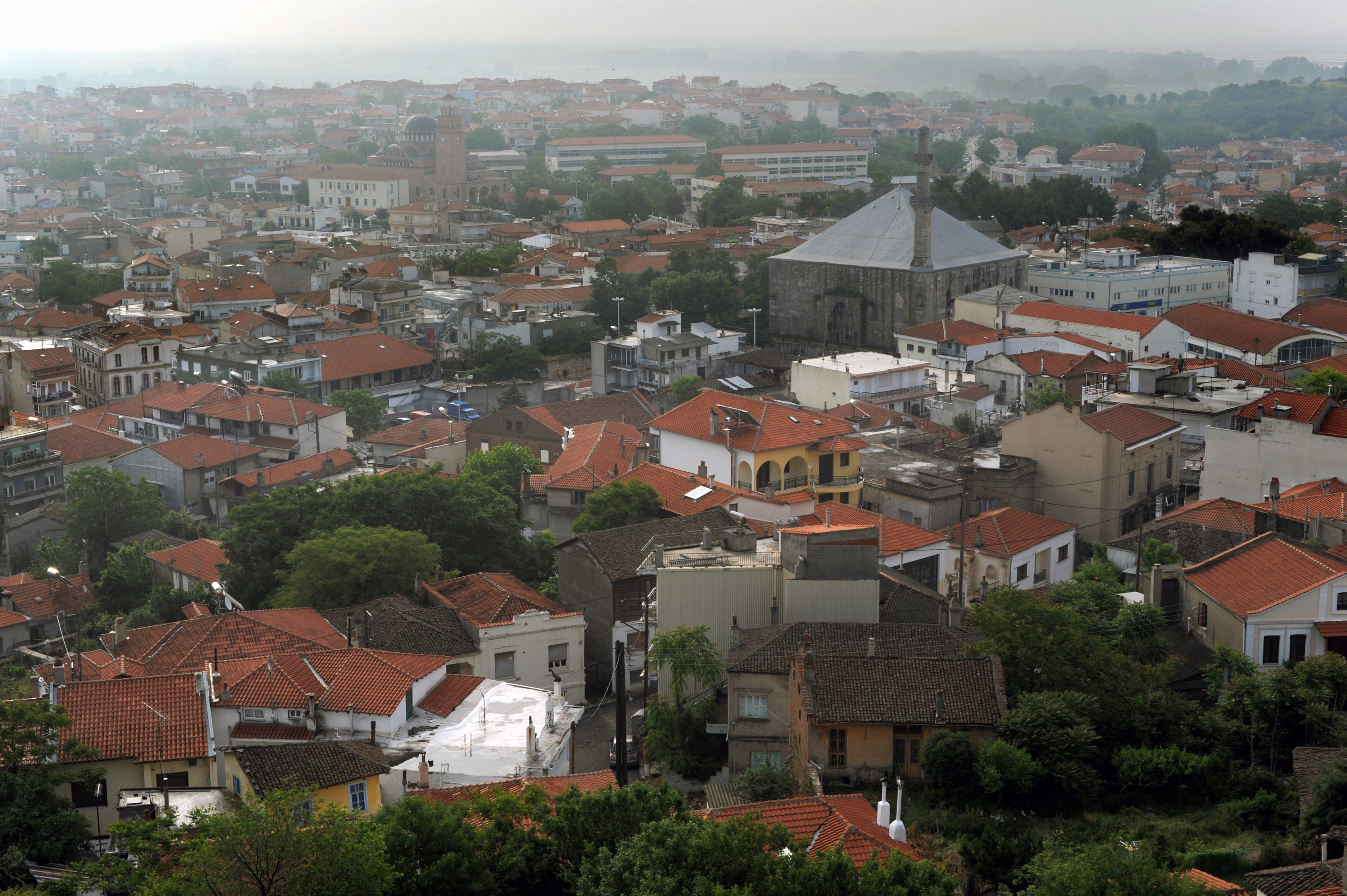
Vista de la mesquita des del castell
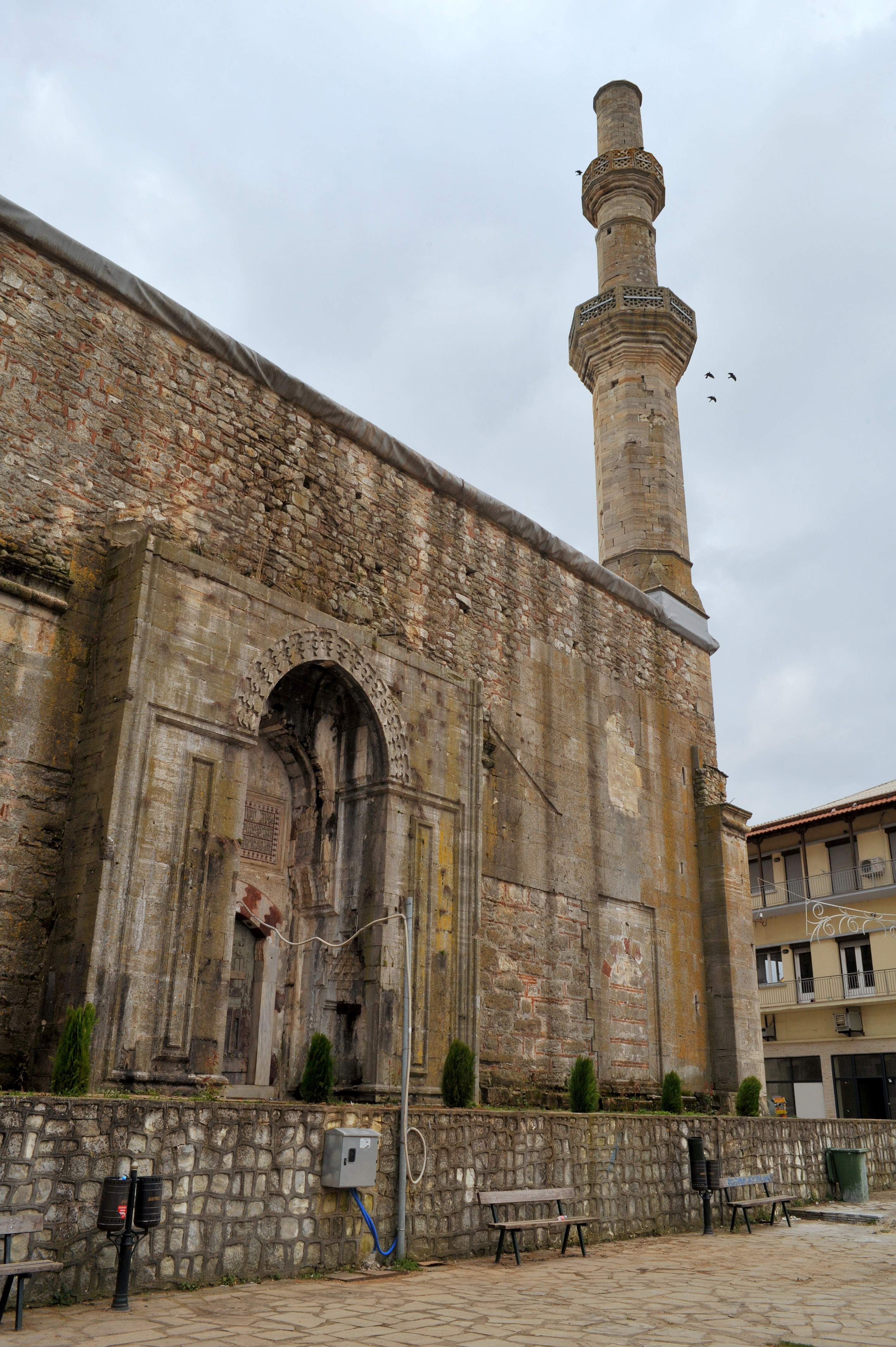
Façana principal al nord
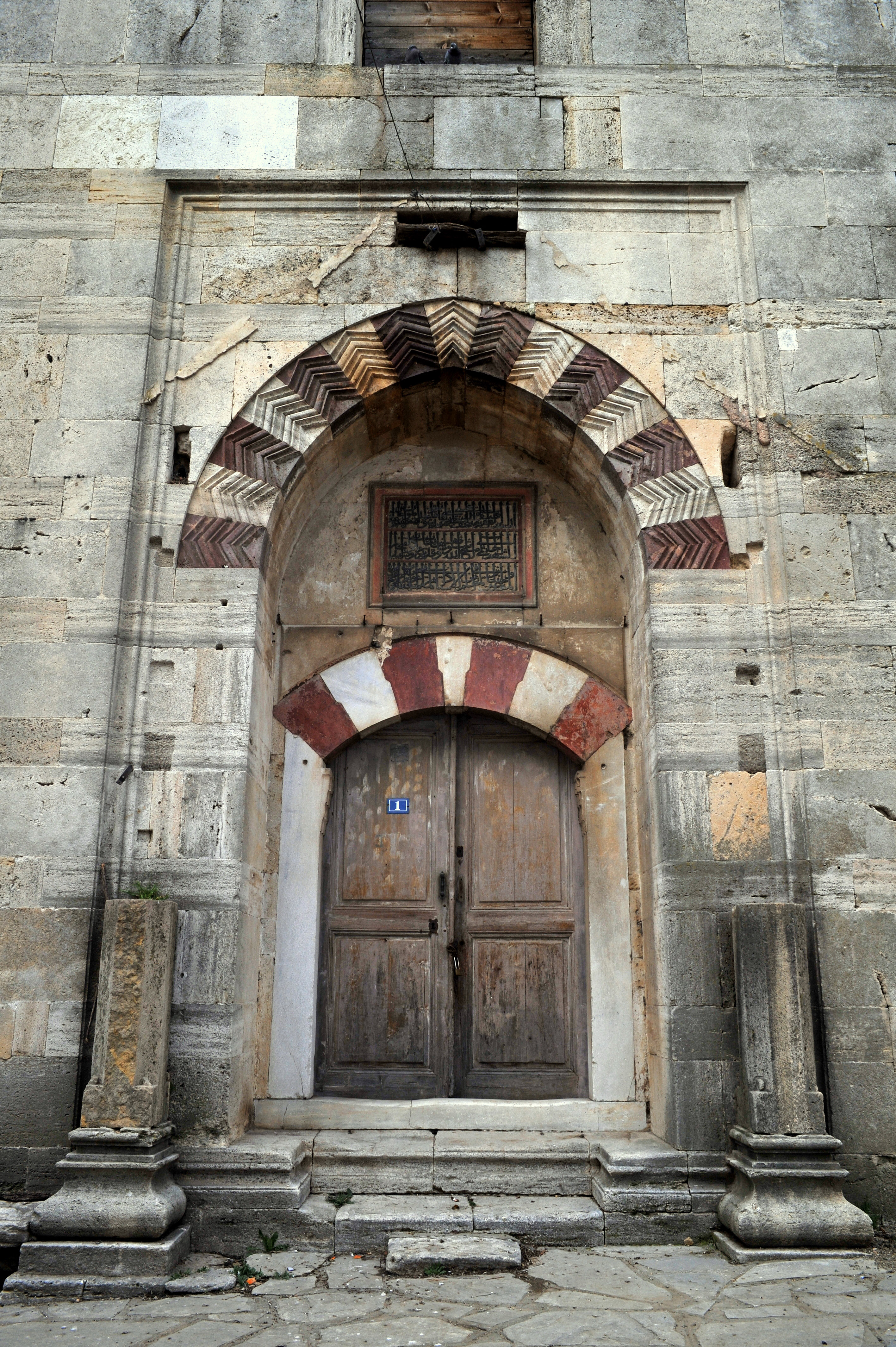
Porta de la façana oest
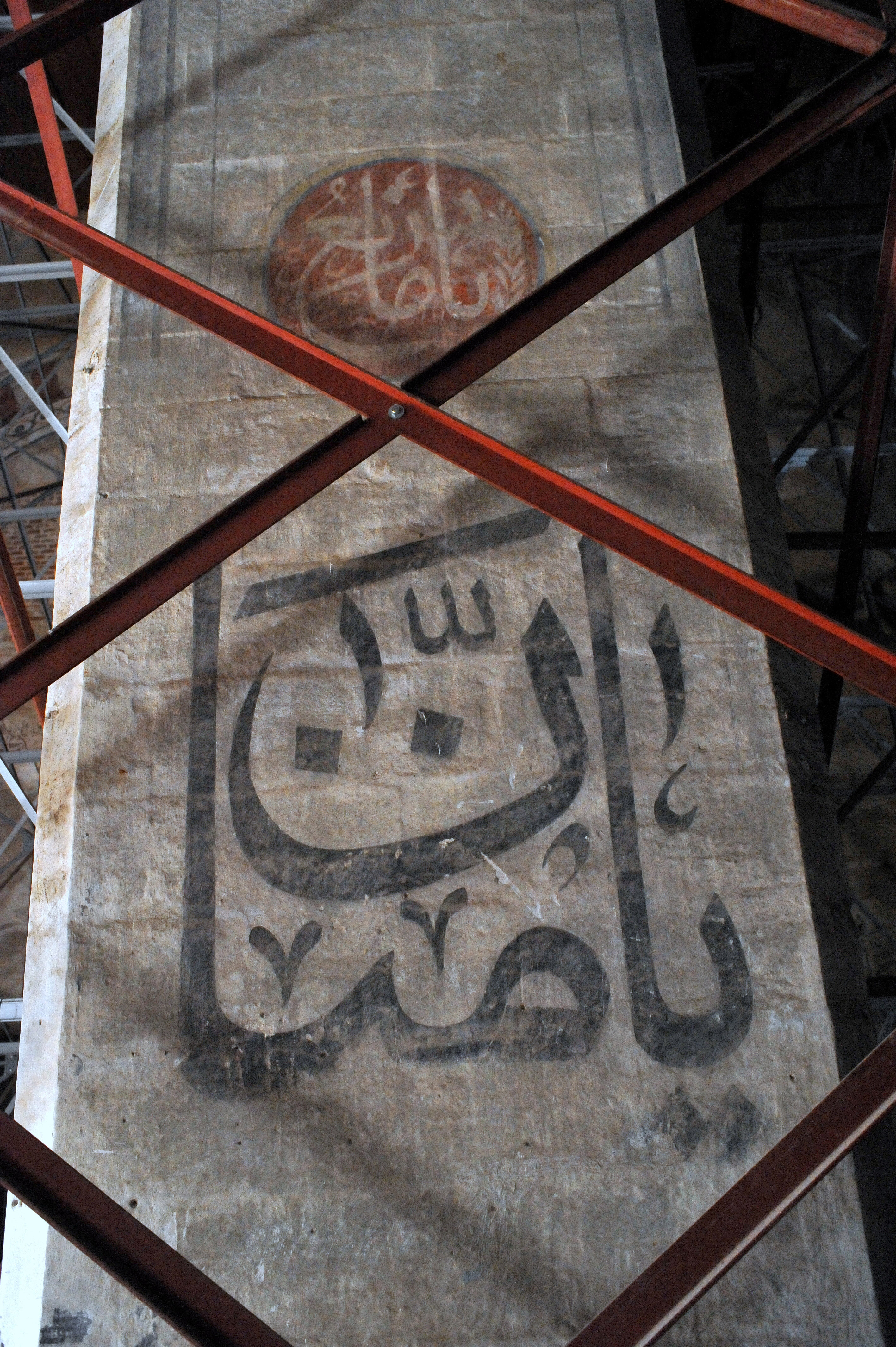
Gran cal·ligrafia en un pilar
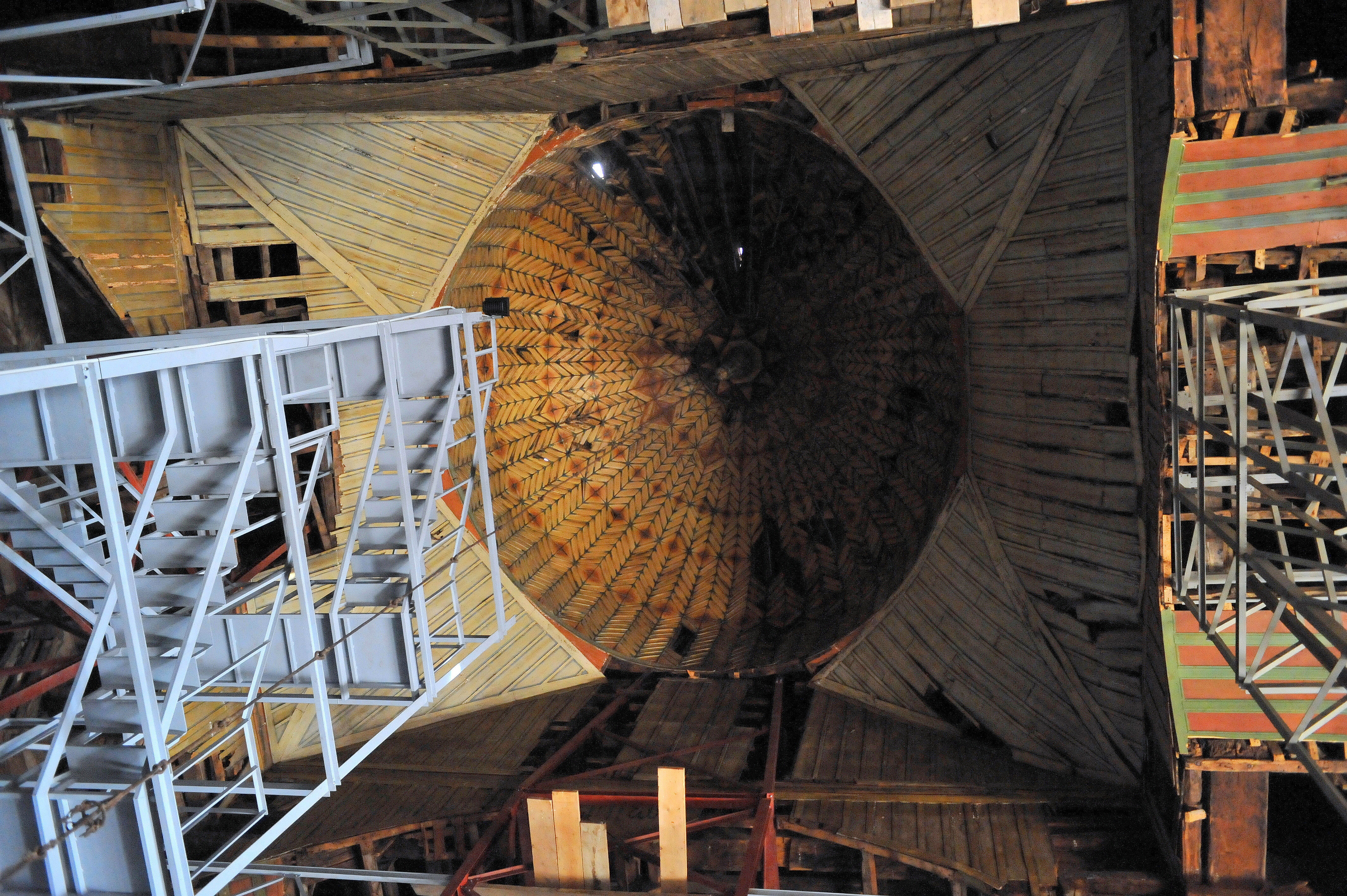
Cúpula de fusta abans de l'incendi
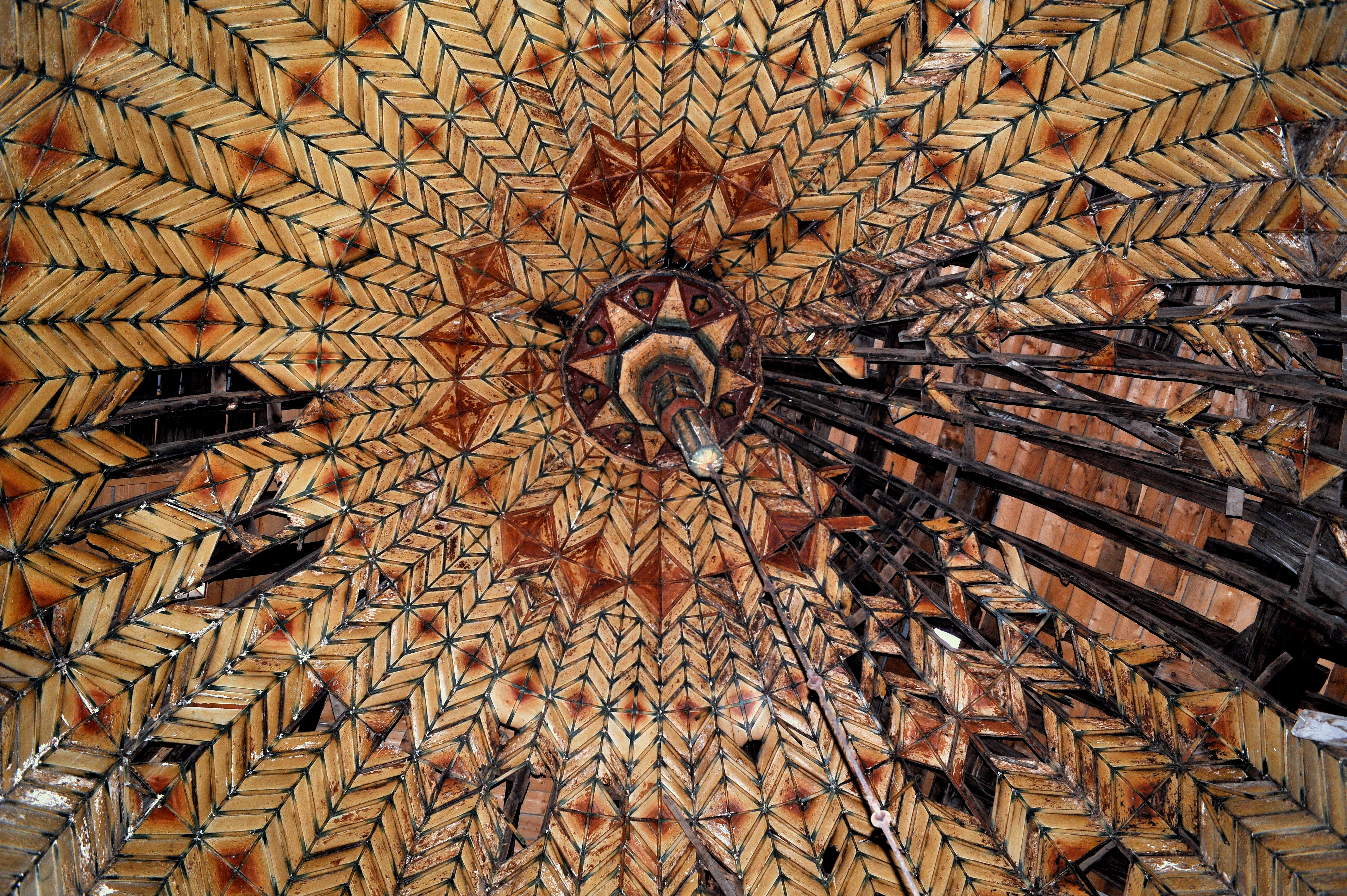
Revestiment del centre de la cúpula abans de l'incendi